# Anninger
Anninger är ett berg i Österrike.   Det ligger i distriktet Mödling och förbundslandet Niederösterreich, i den östra delen av landet, 20 kilometer sydväst om huvudstaden Wien. Toppen på Anninger är 675 meter över havet, eller 289 meter över den omgivande terrängen. Bredden vid basen är 8,1 km.
Terrängen runt Anninger är kuperad åt nordväst, men åt sydost är den platt. Runt Anninger är det ganska tätbefolkat, med 172 invånare per kvadratkilometer.. Närmaste större samhälle är Baden, 4,8 kilometer söder om Anninger. 
Runt Anninger är det i huvudsak tätbebyggt.